# Halina Czarnocka
Halina Czarnocka z domu Karpowicz (ur. 26 lutego 1900 w Warszawie, zm. 24 kwietnia 1998 w Londynie) – polska działaczka społeczna i oświatowa.

## Życiorys
W 1923 ukończyła Wyższą Szkołę Handlową w Warszawie, a następnie wyjechała do Krzemieńca, gdzie była radną miejską, działała w ruchu spółdzielczym i oświatowym oraz współredagowała gazetę „Życie Krzemienieckie”. W 1940 zaangażowała się w działalność Związku Walki Zbrojnej w okręgu Wilno, a następnie Armii Krajowej, awansowana do stopnia kapitana Wojska Polskiego. Pracowała w sztabie gen. Tadeusza Pełczyńskiego, odpowiadała za szkolenie łączniczek. W 1943 została aresztowana i osadzona na Pawiaku, a następnie 13 maja 1943 uwięziona w Auschwitz-Birkenau, a później w Bergen-Belsen. Po zakończeniu działań wojennych pozostała na emigracji, zamieszkała w Londynie, gdzie początkowo pracowała w Wydziale Historycznym Sztabu Głównego Armii Krajowej. Przewodniczyła Sekcji Kobiet Armii Krajowej byłych więźniarek, a od 1947 współtworzyła i przez wiele lat kierowała archiwum Studium Polski Podziemnej. Współredagowała wydawnictwo „Armia Krajowa w dokumentach 1944–1945”, była członkiem Komitetu Redakcyjnego, Rady i Sekretarzem Honorowym Zarządu. Swoje wspomnienia zawarła w książce pt. „Od Warszawy, przez Krzemieniec, do Londynu”.

## Odznaczenia
- Krzyż Srebrny Orderu Wojennego Virtuti Militari nr 11 547 (8 marca 1946)[4][5]
- Krzyż Komandorski Orderu Odrodzenia Polski za całokształt wieloletniej działalności niepodległościowej i społecznej oraz za pracę w Studium Polski Podziemnej (1 stycznia 1986)[4][6]
- Medal „Opiekun Miejsc Pamięci Narodowej” (Rada Ochrony Pamięci Walk i Męczeństwa)[4]